# Angela Winkler
Angela Winkler, född 22 januari 1944 i Templin, Brandenburg, är en tysk skådespelare. Hon har haft en lång karriär som både teater- och filmskådespelare.
Winkler var verksam på  Schaubühne i Västberlin 1971–1978. Under samma tid fick hon sitt stora genombrott som filmskådespelare i Volker Schlöndorffs filmatisering av nobelpristagaren Heinrich Bölls roman Katharina Blums förlorade heder. Hon spelade titelrollen Katharina Blum i filmen. Fyra år senare spelade hon Agnes Matzerath i Schlöndorffs filmatisering av Günter Grass roman Blecktrumman. Förutom för Schlöndorff har hon samarbetat med andra kända regissörer, bland andra Peter Handke, Margarethe von Trotta, Andrzej Wajda, Jerzy Kawalerowicz och Michael Haneke. Som teaterskådespelare har hon haft sina största framgångar på Berliner Ensemble och på Burgtheater i Wien.

## Filmografi (i urval)
- 1975 – Katharina Blums förlorade heder
- 1979 – Blecktrumman
- 2014 – Clouds of Sils Maria

## Fotnoter
1. ↑  filmportal.de, Filmportal-ID: 9a44fb7295164cebbf96550b10bb85eb, läst: 9 oktober 2017.[källa från Wikidata]
2. ↑  Brockhaus Enzyklopädie, Brockhaus Enzyklopädie-ID: winkler-angela, läst: 9 oktober 2017.[källa från Wikidata]
3. ↑  Munzinger Personen, Munzinger person-ID: 00000018448, läst: 9 oktober 2017.[källa från Wikidata]
4. ↑  Gemeinsame Normdatei, läst: 10 december 2014.[källa från Wikidata]
5. ↑  läs online, www.nachtkritik.de .[källa från Wikidata]